# Farol do Forte do Cavalo
O farol do Forte do Cavalo é um farol português que se localiza no Forte de São Teodósio da Ponta do Cavalo, Sesimbra, distrito de Setúbal.
Torre cilíndrica metálica sobre a muralha com lanterna e varandim. Tudo pintado de vermelho.

## História
O Farol do Forte do Cavalo está instalado no antigo Forte de S. Teodósio, construído entre 1648 e 1652 na Ponta do Cavalo, em Sesimbra, Setúbal. O farol propriamente dito, assim como os alojamentos para os faroleiros que o guarneciam, foram erigidos na bateria superior do forte em meados de novembro de 1895, entrando em funcionamento em Setembro do ano seguinte, emitindo uma luz vermelha, fixa, do alto de uma torre de 6 m. Em 1927 a luz foi alterada para branca de ocultações. Em fevereiro de 1940, transita para o Ministério da Marinha, enquanto que o forte transita para o Ministério das Finanças.
Em 1959, a torre branca foi pintada de vermelho, cor que actualmente ostenta. Em 1972 é electrificado e onze anos depois é remodelado e automatizado, passando a utilizar lâmpadas de halogénio com cambiador. Possui, nos dias de hoje, uma óptica dióptrica catadióptrica de Fresnel de quinta ordem, com 187,5 milímetros de distância focal, instalada no alto de uma torre de sete metros, estando o plano focal a 35 metros de altitude.